# مارکو فرتونتی
مارکو فرتونتی (ایتالیایی: Marco Fertonani؛ زادهٔ ۸ ژوئیهٔ ۱۹۷۶) دوچرخه‌سوار اهل ایتالیا است. وی در مسابقات جیرو دیتالیا شرکت کرده است.